# Diplazium kappanense
Diplazium kappanense är en majbräkenväxtart som beskrevs av Bunzo Hayata.
Diplazium kappanense ingår i släktet Diplazium och familjen Athyriaceae. Inga underarter finns listade i Catalogue of Life.